# Orchestre symphonique de l'État de São Paulo

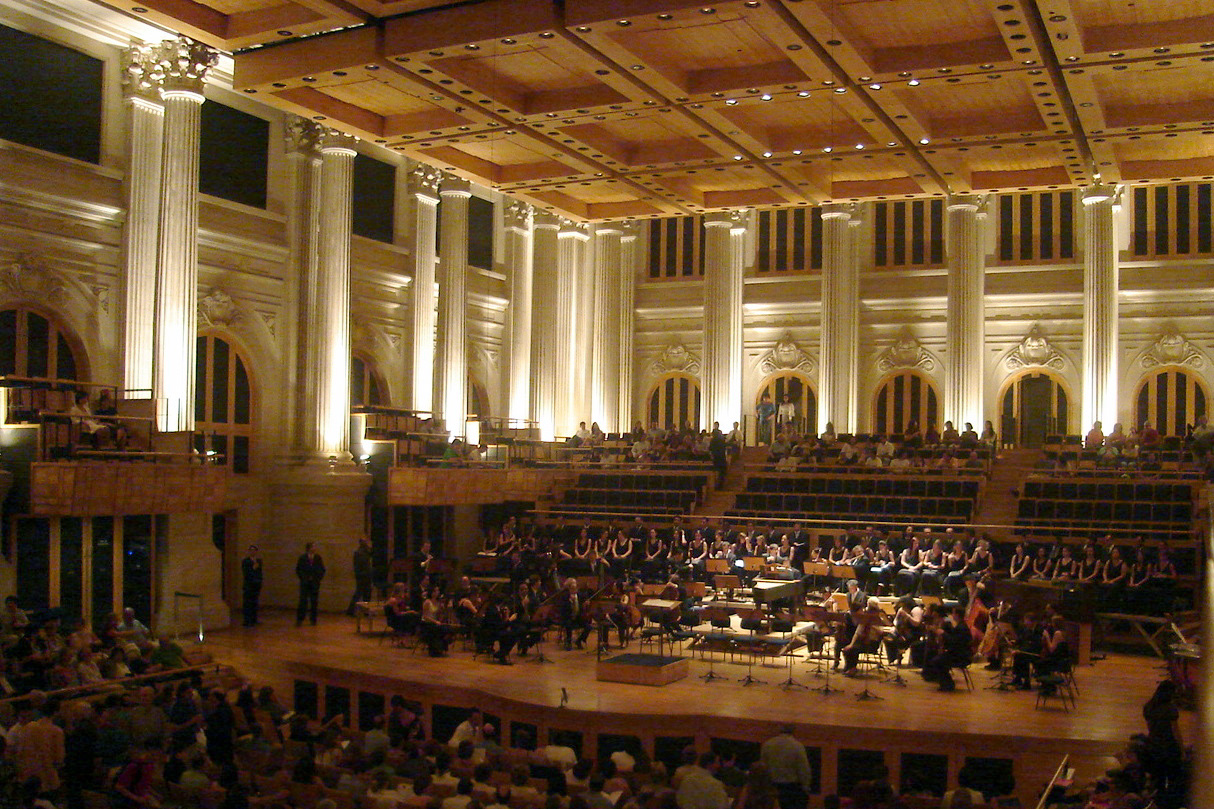
Sala São Paulo.

L'Orchestre symphonique de l'État de São Paulo (Orquestra Sinfônica do Estado de São Paulo), également connu comme Osesp, est le principal orchestre du Brésil. Il a été fondé dans la ville de São Paulo dans l'État de São Paulo en 1954 et depuis, il a joué des rôles de premier plan dans le scénario symphonique national et international. En dépit de cela, il a alterné entre périodes de succès et de grandes difficultés, ayant même paralysée ses activités.
Son siège est dans la capitale de São Paulo à la Sala São Paulo, considérée comme l'une des meilleures salles de concert du monde, où ils sont effectués sur une moyenne de 200 concerts par an, entre présentations symphoniques, chorales et de musique de chambre - en 2016, 224 concerts ont été donnés. L'orchestre se présente également à l'extérieur du Brésil fréquemment.
Depuis 2005, l'Osesp est géré par la Fundação Osesp (Fondation Osesp), une institution à but non lucratif, qui a l'orchestre comme base pour une série d'autres activités éducatives et musicales, comme le Coro da Osesp, l'éditeur de partitions musicales Criadores do Brasil et les Concerts didactiques, qui comprennent environ 50 mille enfants et des jeunes dans l'enseignement public.

## Histoire

### Années 1950
Malgré le fait d'avoir donné son premier concert le 18 juillet 1953, la fondation de l'Osesp - à l'époque Orchestre symphonique de l'État - est rendue officiel seulement le 13 septembre 1954, par le gouverneur de l'État Lucas Nogueira Garcez. Le premier chef d'orchestre est le pianiste, chef d'orchestre et compositeur João de Sousa Lima. Même ayant été créée par la loi, les concerts n'ont pas de continuité dans les années suivantes et l'orchestre passe par un écart de 10 ans.

### Années 1960
L'Osesp est de retour seulement en 1964, lorsque le chef d'orchestre italien Bruno Roccella prend la position de chef d'orchestre et directeur artistique. À l'époque, le groupe de musiciens a compté jusqu'à 80 personnes. Cette période d'activité a duré environ 4 ans, au cours de laquelle l'orchestre a effectué au moins 22 concerts dans la capitale de l'État.

### Années 1970
Après une autre pause de presque 5 ans, en 1973, l'Osesp passe par son premier grand processus de restructuration sous la conduite du directeur artistique et chef d'orchestre Eleazar de Carvalho. Le chef d'orchestre a consacré 23 ans de vie à l'avant de l'orchestre, une période d'activité intense et très important de consolider l'orchestre et de paver la voie à la reconnaissance qui a grandi dans les décennies suivantes. Un exemple en a été la création, en 1973, des programmes pédagogiques au sein du Festival d'Hiver de Campos do Jordão, un événement créé par le Carvalho, Camargo Guarnieri et João de Sousa Lima en 1970. L'objectif était d'accorder des bourses d'études à des jeunes dans le domaine de la musique. Jusqu'à aujourd'hui, l'initiative rend possible pour les étudiants ayant contact avec des professeurs renommés.
Le changement de nom de l'époque, Orchestre symphonique de l'État, à l'actuel (Orchestre symphonique de l'État de São Paulo), a lieu en 1978. L'objectif était de "faire la distinction entre, idéalement, des autres, de même nature appartenant à différents états de la fédération".

### Années 1980
Les années 1980 sont marqués par majeurs difficultés financières. C'est seulement en 1980 que les musiciens de l'Osesp a commencé à être embauché dans le régime de la Consolidation des lois du travail (CLT), le code du travail brésilien.  La régularisation des contrats, y compris l'embauche de plus de 42 musiciens, a lancé la période la plus féconde sous la direction de Eleazar de Carvalho. L'orchestre effectué chaque semaine dans le Teatro Cultura Artística, qui a eu la présence d'une public fidèle et l'attention de la critique des principaux journaux du pays. Cela a créé un "timide mais efficace système de musique classique". Le mouvement a duré jusqu'en 1985, lors de l'alliance avec le Théâtre a terminé et l'Osesp eu à se déplacer à l'ancien cinéma de l'Edifício Copan.

### Années 1990
En 1989, l'Osesp a été déplacé à nouveau, cette fois à l'Auditorium Simón Bolívar, dans le nouvellement inauguré Mémorial de l'Amérique latine. L'auditorium a été utilisé pour d'autres fins et souvent l'orchestre ne pouvait même pas moins essayer. Cette précarité des installations ajoutée à la consternation provoquée chez les musiciens sur le compte de la faiblesse des salaires a été l'un des moments des plus grandes privations de Osesp. 
Le scénario change avec la mort de Eleazar de Carvalho en 1996. L'année suivante, à l'invitation du Secrétaire d'État de Culture Marcos Mendonça, John Neschling assume comme chef d'orchestre et commence la plus grande restructuration de l'histoire de l'Osesp. Le processus est guidé par les lignes directrices qui ont été établies par Carvalho dans ses derniers mois dans le bureau: un nouveau siège et de meilleurs salaires pour les musiciens.

#### Sala São Paulo

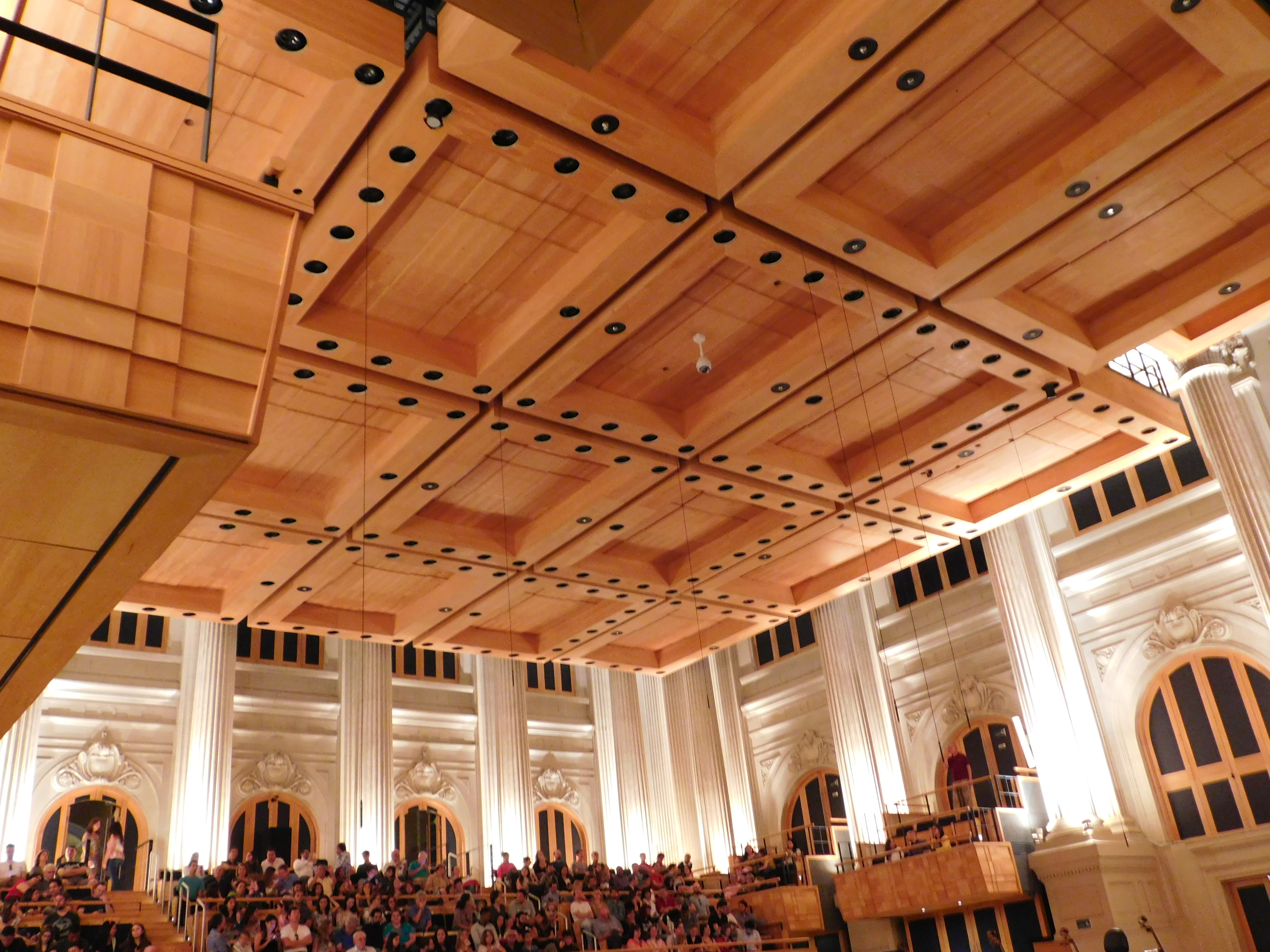
Intérieur de la Sala São Paulo lors de la présentation de l'Osesp

Le nouveau siège de l'Osesp est inauguré le 9 juillet 1999.  La réforme de la Gare Júlio Prestes a duré 18 mois et a été conçu par l'architecte Nelson Dupré en partenariat avec la société nord-américaine Artec, spécialisée en acoustique. La salle a une capacité de 1 498 spectateurs, dans plus de 22 cabines. De nombreux experts considèrent comme l'une des salles de concert avec meilleure acoustique du monde.
Avoir sa propre chambre et être en mesure de profiter de la qualité technique et la musique a été l'élément le plus important dans la restructuration de l'Osesp commencée par John Neschling.

### Années 2000
Le nouveau siècle marque une période de croissance et de reconnaissance pour l'Osesp. En 1999, la Chorale Symphonique de l'État de ses structures liées à l'orchestre. En 2001, sera appelé Chœur de l'Osesp. Ont également été créés à la même époque: les chœurs de la Chambre, Juvenile et Infantile, en plus des Programmes de formation qui "s'élèvent à pas moins de 120 mille d'enfants et d'adolescents, et environ 1 000 professeurs, surtout dans les écoles publiques".

#### Fondation Osesp
La Fondation Osesp a été créée le 22 juin 2005. C'est une organisation à but non lucratif avec pour objectif de "soutenir, d'encourager, d'aider, de développer et de promouvoir la culture, de l'éducation et de la protection sociale avec l'emphase sur la musique du concert." Dans le contrat de gestion signé avec le Gouvernement de l'État de São Paulo, c'est elle qui prend en charge le développement et la maintenance de l'Osesp, de la Sala São Paulo et d'autres projets comme le Festival d'Hiver de Campos do Jordão, stipulée par le contrat et conformément à la politique culturelle de l'État. Ce modèle apporte une plus grande agilité, transparence et efficacité de la mise en œuvre de ces lignes directrices.
Le président du conseil est l'ex-président de la République, Fernando Henrique Cardoso. 

### 2008 - 2017
Le maestro John Neschling déconnecte de forme troublé de l'Osesp à la fin de 2008. Qui assume comme chef d'orchestre entre 2009 et 2011 est le français Yan Pascal Tortelier, qui a grandement contribué à la reconnaissance mondiale de l'Osesp. 
En février 2011, le Conseil de la Fondation Osesp annonce la première femme à occuper le poste de chef d'orchestre, la nord-américaine Marin Alsop. En 2013, la chef d'orchestre suppose également le bureau de directeur musical. 
Depuis 2020, le poste de directeur musical est occupé par le chef d'orchestre suisse Thierry Fischer.

## Chefs d'orchestre titulaires
- João de Sousa Lima
- Eleazar de Carvalho
- John Neschling
- Yan Pascal Tortelier
- Marin Alsop
- Thierry Fischer